# Francesca d'Orléans
Francesca Isabella Luisa Maria d'Orléans (Parigi, 25 dicembre 1902 – Parigi, 25 febbraio 1953) è stata una principessa francese naturalizzata greca.

## Biografia

### Infanzia
Discendente di Luigi Filippo di Francia, Francesca d'Orléans era la seconda figlia di Giovanni di Guisa, pretendente alla corona di Francia con il nome di Giovanni III, e di Isabella d'Orléans. Era dunque la sorella di Enrico d'Orléans, conte di Parigi e pretendente alla corona francese con il nome di Enrico VI.
La principessa trascorse i primi anni della sua vita a Nouvion-en-Thiérache. Tuttavia, nel 1909, il duca e la duchessa di Guisa decidono di andare a vivere in Marocco e stabilirsi, l'anno successivo, nella piccola città di Larache con i loro figli. Nella regione, la famiglia acquistò terra senza difficoltà dalle autorità dello Sirmio e pressero lo pseudonimo di Orliac.
Nel regno del Nord Africa, Francesca e la sua famiglia vissero in condizioni spartane. Per molti anni, la loro residenza era una capanna di fango ricoperta di ferro ondulato e solo nel 1918 questa modesta villa ha lasciato il posto a una confortevole villa con pavimento e acqua corrente. Nel 1912, la Francia e la Spagna si divisero il paese e la villa dei Guisa si trova nel protettorato spagnolo, mentre la loro azienda agricola Maarif si trova nel protettorato francese.
Lei, il fratello e le sorelle conducono una vita abbastanza libera nella piantagione di famiglia, ma ricevettero comunque un'educazione molto severa, diretta dalla stessa Duchessa di Guisa. Quest'ultima insegnò ai suoi figli l'inglese, che parla fluentemente da quando ha trascorso la sua infanzia in esilio nel Regno Unito, mentre un precettore alsaziano insegnò loro il tedesco e un insegnante italiano il toscano. I bambini studiarono anche lo spagnolo, che era la lingua dei coloni della regione, e anche l'arabo, grazie al contatto dei nativi. Su ordine della loro madre, Francesca, il fratello e le sorelle dovevano utilizzare tutti i giorni una lingua diversa durante i loro giochi.
La famiglia non dimenticò le sue radici francesi. Ogni estate, la famiglia trascorreva le loro vacanze in Francia e poi andavano, a volte, dalla Duchessa di Chartres, al castello di Saint-Firmin, o dalla Contessa di Parigi, nel castello di Randan. Successe che il duca e la duchessa lasciavano il Marocco senza i loro figli per visitare i loro numerosi parenti europei. In queste occasioni, il fratello era il responsabile della gestione della piantagione di famiglia. Francesca approfittava del suo tempo libero per imparare a cavalcare, diventando quindi un'eccellente cavallerizza tanto che divenne l'unica donna a ricevere il permesso di allenarsi presso la scuola militare romana di cavalleria di Tor di Quinto.

### Dalla Grande Guerra all'esilio di Bruxelles
La duchessa di Guisa e i suoi figli erano in vacanza a Randan quando scoppiò la prima guerra mondiale, il 28 luglio 1914. Immediatamente, la principessa e i suoi figli si affrettarono a ricongiungersi con il marito, che era rimasto a Larache. Ma, appena tornati in Marocco, Francesca e la sua famiglia ripartono per la metropoli, dove il duca di Guisa cercò senza successo di essere ammesso nell'esercito francese. Respinta la sua richiesta dal presidente Poincaré, il principe finalmente aderì nella Croce Rossa, mentre la moglie e i figli lavorano con gli infortuni nel castello di Randan, diventato un ospedale militare.
Dopo diversi mesi, Francesca, sua madre e i suoi fratelli e sorelle tornano in Marocco ma si stabiliscono, questa volta, nella zona francese. A quel tempo, le truppe spagnole di stanza nel Rif divennero fortemente germanofili e la famiglia preferì sfuggire all'atmosfera antifrancese che regnava nella colonia. Per quasi quattro anni, i Guisa aspettarono la fine del conflitto e il ritorno del duca, ma la famiglia non rimane inattiva.
Dopo la fine della guerra, i Guisa continuarono a fare regolari soggiorni in Francia. Così, nel 1921, il Duca, la Duchessa e i loro figli ebbero un colloquio segreto, a Randan, con il re Alessandro I di Jugoslavia, che cercava una moglie e si pensò a Francesca. Ma nonostante l'accordo del governo francese che vide una tale alleanza favorevole, il progetto fallì e il sovrano alla fine sposò la principessa Maria di Romania.
Nel 1923 e nel 1927, le due Isabella e Anna si sposarono mentre suo fratello Enrico partì per continuare gli studi. Nel frattempo, il duca divenne il capo della famiglia d'Orléans alla morte di suo fratello, nel 1926. Il nuovo pretendente decise di trasferire la propria residenza dal Marocco al Belgio, al fine di essere più facilmente in contatto con le organizzazioni monarchici francesi.

### Matrimonio
Francesca incontrò per la prima volta il suo futuro marito al matrimonio della principessa Mafalda d'Italia e il principe Filippo d'Assia-Kassel nel 1925 a Racconigi. Tuttavia, è solo quattro anni dopo, nel 1929, che Cristoforo di Grecia e Francesca iniziano a socializzare. È proprio con una zia di Francesca, la duchessa di Aosta, che i due giovani si conoscono davvero. Il principe cercò di avvicinarsi alla giovane donna, cominciando a corteggiarla. Tredici anni più vecchio, Cristoforo era vedovo di una ricca americana, Nancy Leeds, dalla quale ha ereditato gran parte della fortuna. Viveva tra Roma e Palermo, dal disastro della guerra greco-turca, che ha causato l'esilio della maggior parte dei membri della famiglia reale ellenica. Molto grande e calvo, il principe non è meno attraente: il suo umorismo e le sue doti artistiche sono infatti coprono le imperfezioni del suo fisico.
Qualche settimana dopo questi eventi, Francesca e Cristoforo decisero di fidanzarsi. Tuttavia, la loro differenza di religione era problematica. Figlia del pretendente orleanista al trono di Francia, Francesca deve ottenere l'autorizzazione del Vaticano per sposarsi con un ortodosso. Infine, la coppia si sposò l'11 febbraio 1929 nella cappella palatina del palazzo reale di Palermo, il giorno della firma dei Patti Lateranensi. I testimoni di Francesca sono suoi cugini Manuele II del Portogallo e il duca di Puglia mentre quelli di Cristoforo sono suo nipote Giorgio II di Grecia e il Principe di Piemonte.
Dopo la luna di miele, la coppia si è trasferita a Villa Anastasia a Roma. La coppia conduceca un'esistenza oziosa i cui doveri ufficiali sono quasi pari a zero. Erano molto vicini alla famiglia reale italiana, e in particolare alla filiale d'Aosta. Tuttavia, le difficoltà economiche non impiegano molto a scurire la vita della giovane coppia. L'amministratore della fortuna del principe fuggì con i suoi soldi e Francesca e suo marito per sopravvivere, ridusse notevolmente il loro stile di vita. Lasciarono Villa Anastasia e si stabilirono presso l'Excelsior Hotel di Roma. Francesca chiese in prestito denaro da suo padre e persino di posare per foto pubblicitarie che, a quel tempo, era considerato veramente scandaloso nel suo ambiente.
Ebbero un solo figlio, Michele di Grecia, nato nel 1939, che sposò la borghese Marina Karella. Questo matrimonio, in contrasto con le leggi di successione, comportò la previa rinuncia di Michele ai diritti di successione al trono per sé e per i suoi discendenti. Il re Costantino II ammise tuttavia l'uso del titolo di principe e principessa di Grecia (ma non di Grecia e Danimarca) per la discendenza, ma senza il trattamento di Altezza Reale.
Per la coppia, questa nascita è un grande momento di gioia. Eppure, ancora una volta, la felicità non dura a lungo e un'altra catastrofe arriva a colpire la principessa. All'inizio della seconda guerra mondiale, nel 1940, suo marito si recò ad Atene per parlare con suo nipote, il re Giorgio II, degli eventi che scuotevano l'Europa. Durante il suo viaggio, Cristoforo contrae un ascesso ai polmoni, morendo in poche settimane. Prevenuta dalla sua malattia, Francesca cerca di raggiungere la capitale ellenica, ma arriva solo dopo la morte di suo marito. Con il fratello, il conte di Parigi, e diversi membri della famiglia reale greca, prese parte al funerale del marito a Tatoi.

### Vedova ed esiliata
Vedova e più che mai senza un soldo, Francesca è alla ricerca di nuovi modi per sostenere la sua famiglia. Attraversando Parigi, vende a Guillomet l'ornamento di turchesi che ha ricevuto in eredità da sua suocera, la regina Olga di Grecia, nel giorno del suo matrimonio con Cristoforo. Soprattutto, decide di lasciare l'Italia e il suo regime fascista. All'inizio, ha intenzione di stabilirsi ad Atene per rendere suo figlio un principe greco, come suo marito desiderava ardentemente. In seguito decise di unirsi alla sua famiglia in Marocco.
Nella villa di Larache, Francesca ritrova i suoi genitori, sua sorella Isabella e i suoi figli. Poco dopo, anche il conte di Parigi e la sua famiglia si unirono a loro. Ma, appena arrivato nel protettorato spagnolo, un nuovo lutto colpisce la principessa. Raggiunto con un antrace da stafilococco e ferito dalla sconfitta francese di fronte alla Germania nazista, il duca di Guisa morì il 25 agosto 1940.
Il destino della Francia è un'altra fonte di preoccupazione per la principessa Francesca. Mentre diversi membri della sua famiglia si affidano al maresciallo Pétain, la giovane donna è convinta che solo il generale de Gaulle può salvare il paese. All'interno della famiglia Orléans, le divisioni politiche sono così forti che se alla fine Francesca andò via da Larache e si trasferisce a Tangeri con il figlio. Dopo pochi mesi, però, si riconcilia con la sua famiglia ed è tornato a vivere nel palazzo di sua madre.
Nell'autunno 1944, la duchessa di Guisa gli chiese di lasciare la sua residenza perché non poteva mantenerli con il suo reddito. Francesca decide di stabilirsi con il figlio a Malaga. La vita nel paese di Franco non era brillante, ma le finanze della principessa si stabilizzano dopo la guerra.

### Morte
Nel 1948, Francesca decide finalmente di lasciare l'Andalusia. Le porte della Grecia erano ancora chiuse per lei a causa della guerra civile che stava devastando il paese e il governo britannico si rifiutava di lasciarla sistemare in Inghilterra. La principessa e suo figlio, pertanto partono per Parigi, dove vengono ricevuti dalla sorella Isabella e il suo secondo marito, il principe Pierre Murat. Con la sorella, la principessa si chiude in se stessa e riduce al minimo i suoi contatti esterni. A poco a poco, sviluppa una sorta di depressione e alla fine morì il 25 febbraio 1953.
Il suo funerale si svolse nella Cappella Reale di Dreux alla presenza di molti membri delle famiglie nobiliari europea ma il suo corpo viene trasferito, poche settimane dopo, nel mausoleo reale del palazzo di Tatoi. Orfano, il giovane Michele di Grecia venne quindi posto sotto la responsabilità del suo zio materno, il conte di Parigi.

## Titoli e trattamento
- 25 dicembre 1902-28 marzo 1926: Sua Altezza Reale, la principessa Francesca d'Orléans
- 28 marzo 1926-11 febbraio 1929: Sua Altezza Reale, la principessa Francesca di Francia
- 11 febbraio 1929-25 febbraio 1953: Sua Altezza Reale, la principessa Francesca di Grecia e Danimarca

## Ascendenza
|                                    |                          |                                            | Genitori                                     |  |  | Nonni |  |  | Bisnonni                 |  |  | Trisnonni                           |  |
|                                    |                          |                                            |                                              |  |  |       |  |  | Luigi Filippo di Francia |  |  | Luigi Filippo II di Borbone-Orléans |  |
|                                    |                          |                                            |                                              |  |  |       |  |  | Luigi Filippo di Francia |  |  | Luigi Filippo II di Borbone-Orléans |  |
|                                    |                          | Luisa Maria Adelaide di Borbone-Penthièvre |                                              |  |  |       |  |  | Luigi Filippo di Francia |  |  |                                     |  |
| Ferdinando Filippo d'Orléans       |                          |                                            |                                              |  |  |       |  |  | Luigi Filippo di Francia |  |  |                                     |  |
|                                    |                          | Maria Amalia di Borbone-Due Sicilie        | Ferdinando I delle Due Sicilie               |  |  |       |  |  |                          |  |  |                                     |  |
|                                    |                          | Maria Amalia di Borbone-Due Sicilie        | Ferdinando I delle Due Sicilie               |  |  |       |  |  |                          |  |  |                                     |  |
|                                    |                          | Maria Amalia di Borbone-Due Sicilie        | Maria Carolina d'Asburgo-Lorena              |  |  |       |  |  |                          |  |  |                                     |  |
| Luigi Filippo Alberto d'Orléans    |                          | Maria Amalia di Borbone-Due Sicilie        |                                              |  |  |       |  |  |                          |  |  |                                     |  |
|                                    |                          | Federico Ludovico di Meclemburgo-Schwerin  | Federico Francesco I di Meclemburgo-Schwerin |  |  |       |  |  |                          |  |  |                                     |  |
|                                    |                          | Federico Ludovico di Meclemburgo-Schwerin  | Federico Francesco I di Meclemburgo-Schwerin |  |  |       |  |  |                          |  |  |                                     |  |
|                                    |                          | Federico Ludovico di Meclemburgo-Schwerin  | Luisa di Sassonia-Gotha-Altenburg            |  |  |       |  |  |                          |  |  |                                     |  |
| Elena di Meclemburgo-Schwerin      |                          | Federico Ludovico di Meclemburgo-Schwerin  |                                              |  |  |       |  |  |                          |  |  |                                     |  |
|                                    |                          | Carolina Luisa di Sassonia-Weimar-Eisenach | Carlo Augusto di Sassonia-Weimar-Eisenach    |  |  |       |  |  |                          |  |  |                                     |  |
|                                    |                          | Carolina Luisa di Sassonia-Weimar-Eisenach | Carlo Augusto di Sassonia-Weimar-Eisenach    |  |  |       |  |  |                          |  |  |                                     |  |
|                                    |                          | Carolina Luisa di Sassonia-Weimar-Eisenach | Luisa Augusta d'Assia-Darmstadt              |  |  |       |  |  |                          |  |  |                                     |  |
| Francesca d'Orleans                |                          | Carolina Luisa di Sassonia-Weimar-Eisenach |                                              |  |  |       |  |  |                          |  |  |                                     |  |
|                                    | Luigi Filippo di Francia | Luigi Filippo II di Borbone-Orléans        |                                              |  |  |       |  |  |                          |  |  |                                     |  |
|                                    | Luigi Filippo di Francia | Luigi Filippo II di Borbone-Orléans        |                                              |  |  |       |  |  |                          |  |  |                                     |  |
|                                    | Luigi Filippo di Francia | Luisa Maria Adelaide di Borbone-Penthièvre |                                              |  |  |       |  |  |                          |  |  |                                     |  |
| Antonio d'Orléans                  | Luigi Filippo di Francia |                                            |                                              |  |  |       |  |  |                          |  |  |                                     |  |
|                                    |                          | Maria Amalia di Borbone-Due Sicilie        | Ferdinando I delle Due Sicilie               |  |  |       |  |  |                          |  |  |                                     |  |
|                                    |                          | Maria Amalia di Borbone-Due Sicilie        | Ferdinando I delle Due Sicilie               |  |  |       |  |  |                          |  |  |                                     |  |
|                                    |                          | Maria Amalia di Borbone-Due Sicilie        | Maria Carolina d'Asburgo-Lorena              |  |  |       |  |  |                          |  |  |                                     |  |
| Maria Isabella d'Orléans           |                          | Maria Amalia di Borbone-Due Sicilie        |                                              |  |  |       |  |  |                          |  |  |                                     |  |
|                                    |                          | Ferdinando VII di Spagna                   | Carlo IV di Spagna                           |  |  |       |  |  |                          |  |  |                                     |  |
|                                    |                          | Ferdinando VII di Spagna                   | Carlo IV di Spagna                           |  |  |       |  |  |                          |  |  |                                     |  |
|                                    |                          | Ferdinando VII di Spagna                   | Maria Luisa di Borbone-Parma                 |  |  |       |  |  |                          |  |  |                                     |  |
| Luisa Ferdinanda di Borbone-Spagna |                          | Ferdinando VII di Spagna                   |                                              |  |  |       |  |  |                          |  |  |                                     |  |
|                                    |                          | Maria Cristina di Borbone-Due Sicilie      | Francesco I delle Due Sicilie                |  |  |       |  |  |                          |  |  |                                     |  |
|                                    |                          | Maria Cristina di Borbone-Due Sicilie      | Francesco I delle Due Sicilie                |  |  |       |  |  |                          |  |  |                                     |  |
|                                    |                          | Maria Cristina di Borbone-Due Sicilie      | Maria Isabella di Borbone-Spagna             |  |  |       |  |  |                          |  |  |                                     |  |
|                                    |                          | Maria Cristina di Borbone-Due Sicilie      |                                              |  |  |       |  |  |                          |  |  |                                     |  |